# Coupe des Directeurs de la NACDA

Logo actuel de la Coupe des Directeurs

La Coupe des Directeurs (anglais : Directors' Cup) est un trophée qui est accordé chaque année par l'Association nationale des Directeurs sportifs collégiaux (anglais : National Association of Collegiate Directors of Athletics, NACDA) aux meilleurs programmes sportifs universitaires aux États-Unis. il est actuellement sponsoré par Learfield Sports.
À l'origine, ce trophée fut accordé seulement au meilleur programme de la Division I de la NCAA. Mais depuis 1996, il est aussi accordé chaque année au meilleur programme de la Division II de la NCAA, au meilleur programme de la Division III de la NCAA et au meilleur programme de la NAIA. Depuis 2012, il est aussi accordé chaque année au meilleur programme de la National Junior College Athletic Association.